# Phalanger orientalis
El cuscús gris (Phalanger orientalis) es una especie de marsupial de la familia Phalangeridae. Se encuentra en Indonesia, Timor, Papúa Nueva Guinea y las Islas Salomón.